# ۷۹۳ (میلادی)
۷۹۳ (میلادی) هفتصد و نود و سومین سال تقویم میلادی است.

## درگذشتگان
‎